# بوالحسن (مقاطعة بانة)
بوالحسن (بالفارسية: بوالحسن) هي قرية تقع في إيران في قسم بوالحسن الريفي. يقدر عدد سكانها بـ 1,195 نسمة .